# Rue Danielle-Casanova (Paris)
Pour les articles homonymes, voir Danielle Casanova (homonymie).
La rue Danielle-Casanova, précédemment partie de la rue des Petits-Champs (1881-1944), antérieurement de la rue Neuve-des-Petits-Champs (1634), est une voie des 1er et 2e arrondissements de Paris, en France.

## Situation et accès
La rue Danielle-Casanova est orientée globalement est-ouest et forme une partie de la limite entre les 1er et 2e arrondissements de Paris, en France. Elle débute à l'est au niveau du 31, avenue de l'Opéra et se termine 230 m à l'ouest à l'intersection de la place Vendôme et de la rue de la Paix. Elle est prolongée à l'ouest par la rue des Capucines et à l'est par la rue des Petits-Champs.
Sur son côté nord, la voie reçoit la rue Louis-le-Grand entre les nos 16 et 18 et la rue d'Antin entre les nos 12 et 14. Cette dernière est poursuivie du côté sud, entre les nos 15 et 17, par la rue du Marché-Saint-Honoré.
Le quartier est desservi par les lignes 7 et 14 à la station Pyramides.

## Origine du nom

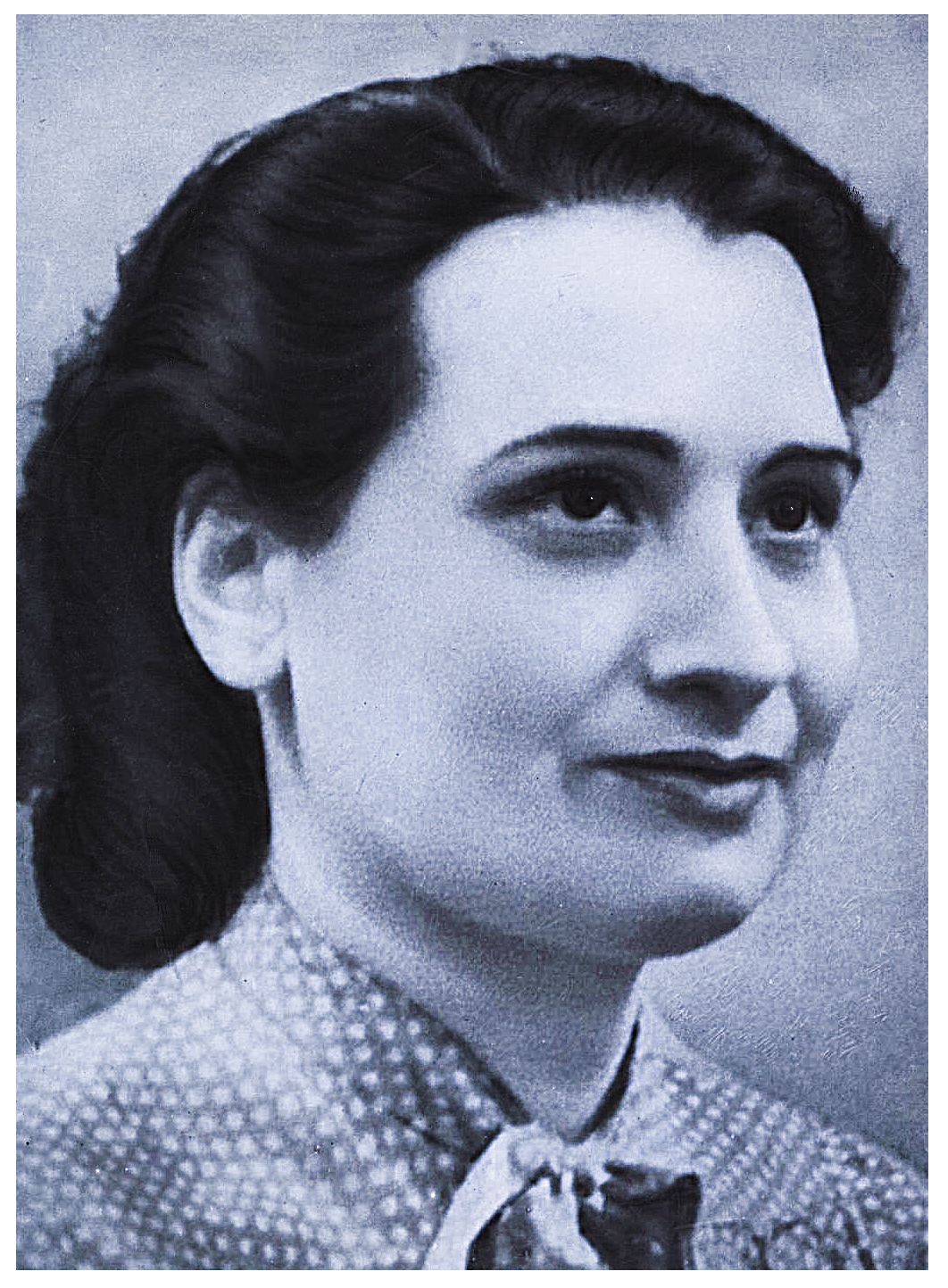
Danielle Casanova.

Cette rue porte le nom de Danielle Casanova, résistante française morte en déportation à Auschwitz en 1943.

## Historique
La voie fait à l'origine partie de la rue des Petits-Champs, ouverte en 1634.
Au XVIIIe siècle, lors de la création de la place Louis-le-Grand (actuelle place Vendôme), certains terrains adjacents sont proposés à des officiers de la finance ou des architectes. Les terrains correspondants aux nos 17 à 27 sont acquis en 1699 par l'architecte Jules Hardouin-Mansart et lotis jusqu'en 1715.
La voie devient une rue à part entière le 18 décembre 1944, et prend le nom de « rue Danielle-Casanova ».  

## Bâtiments remarquables et lieux de mémoire
- No 15 : le balcon et la porte sont inscrits aux monuments historiques en 1925[3].
- No 19 : immeuble, probablement construit par Jules Hardouin-Mansart, partiellement inscrit aux monuments historiques en 1994[4].

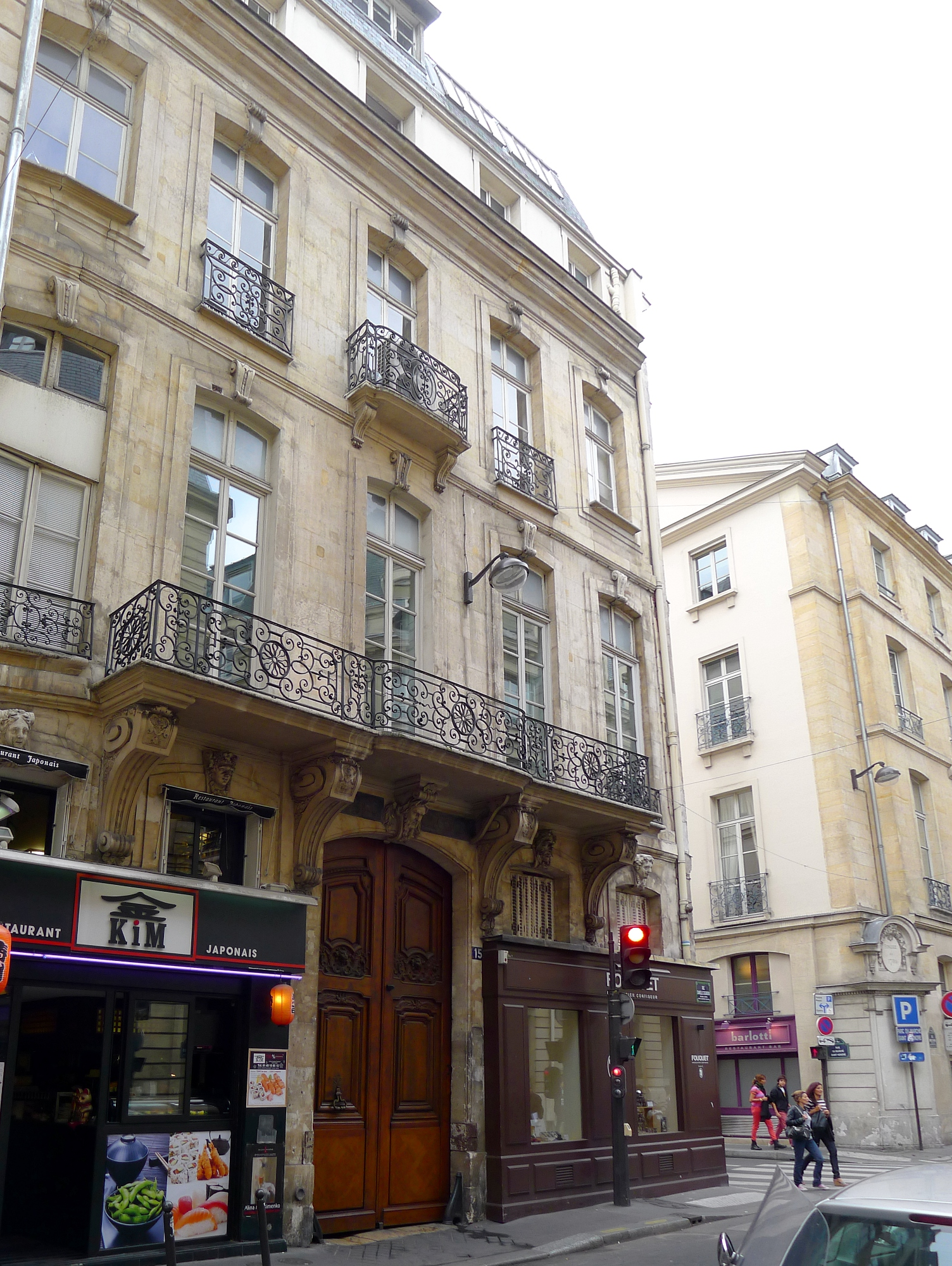
Immeuble du no 15.
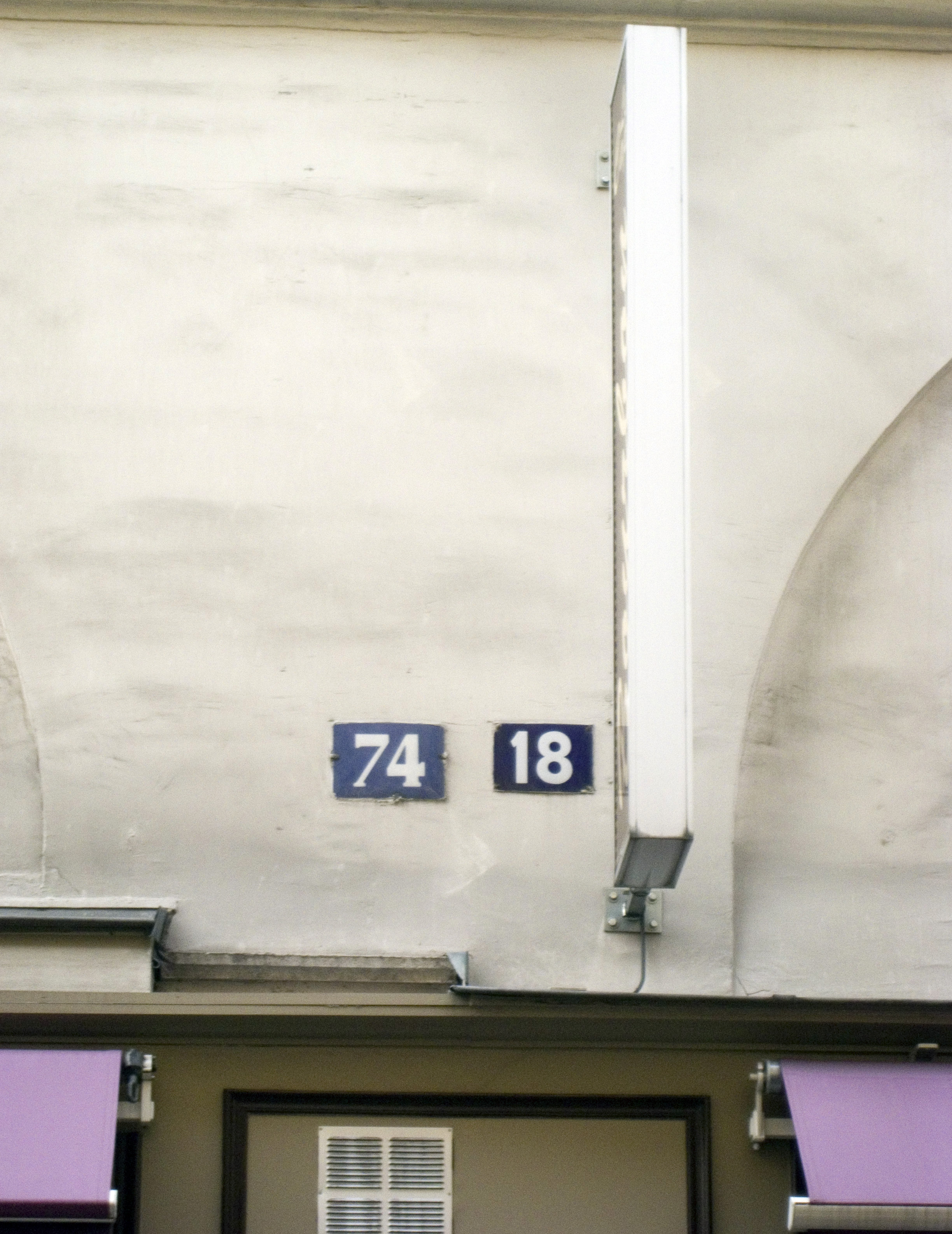
L'immeuble du 18, rue Danielle-Casanova conserve son ancienne numérotation, avant la création de la voie : 74, rue des Petits-Champs.
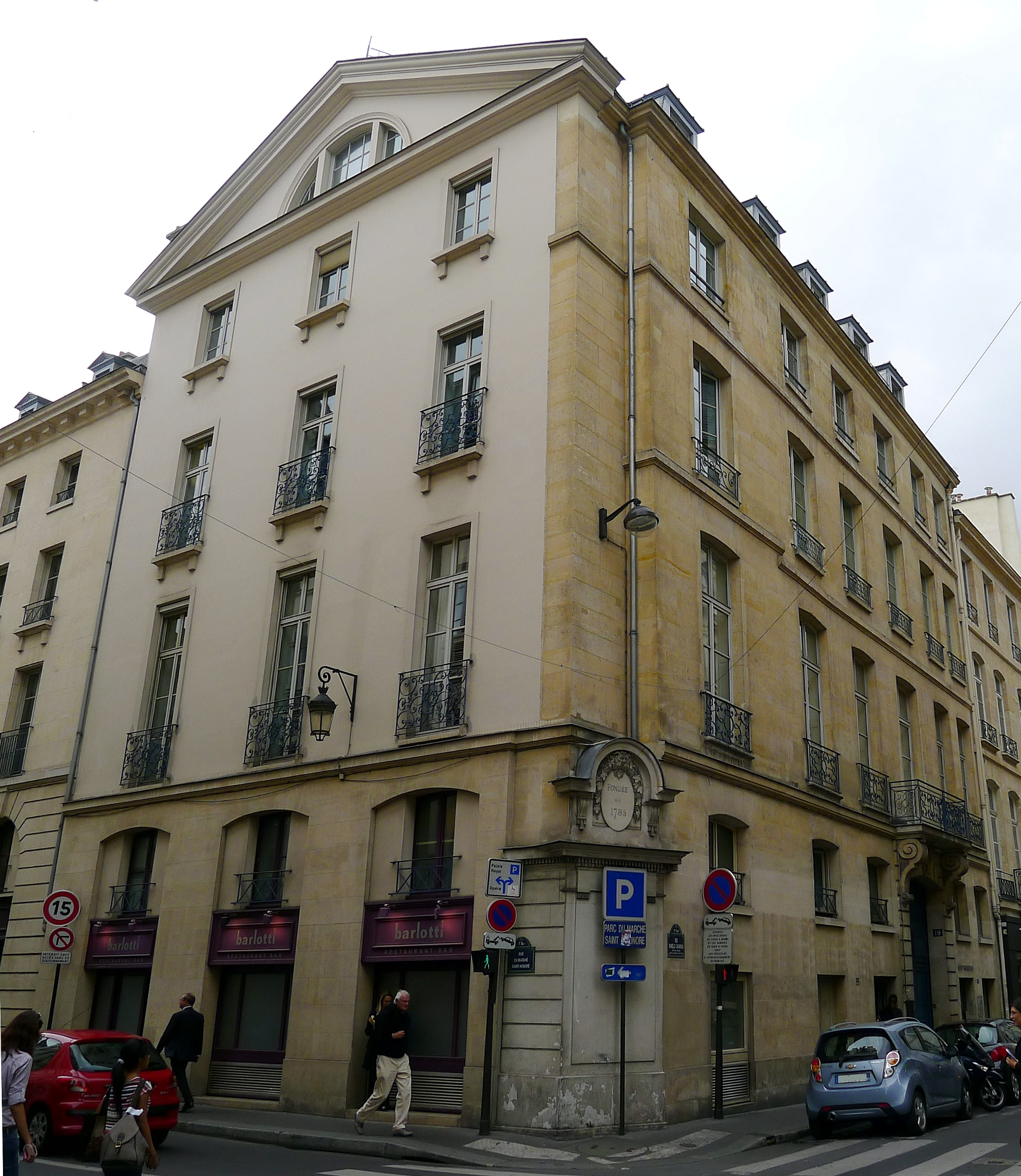
Immeuble du no 19.

- No 21 : immeuble construit par Jacques Mazière, partiellement inscrit aux monuments historiques en 1998[2].
- No 22 : domicile de Stendhal en 1842 (Hôtel de Nantes, dont l'adresse était à l'époque 78, rue Neuve-des-Petits-Champs), où il meurt le 23 mars[5].
- No 23 (et 2, impasse Gomboust) : immeuble partiellement inscrit aux monuments historiques en 1994[6].

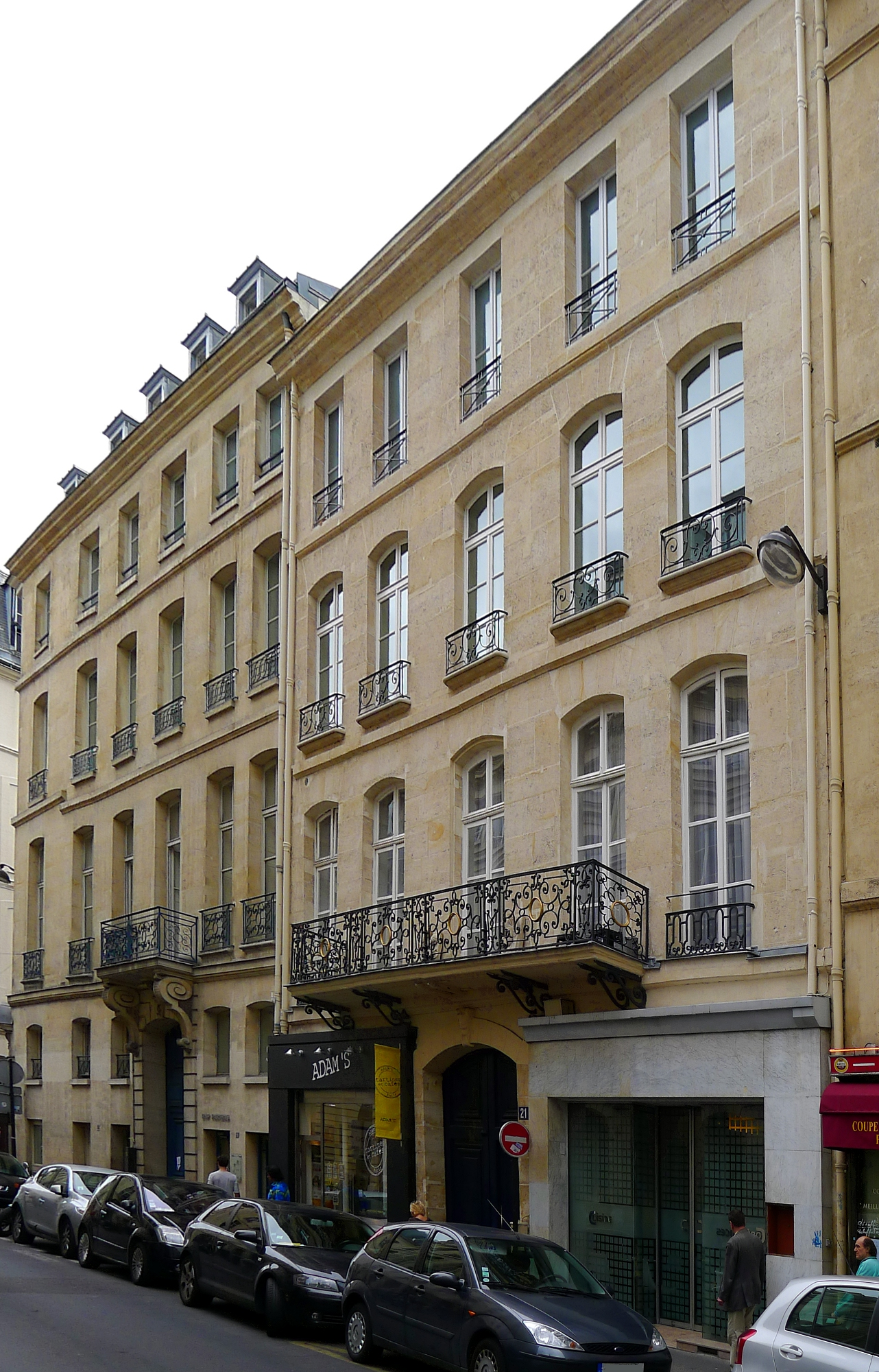
Immeuble du no 21.
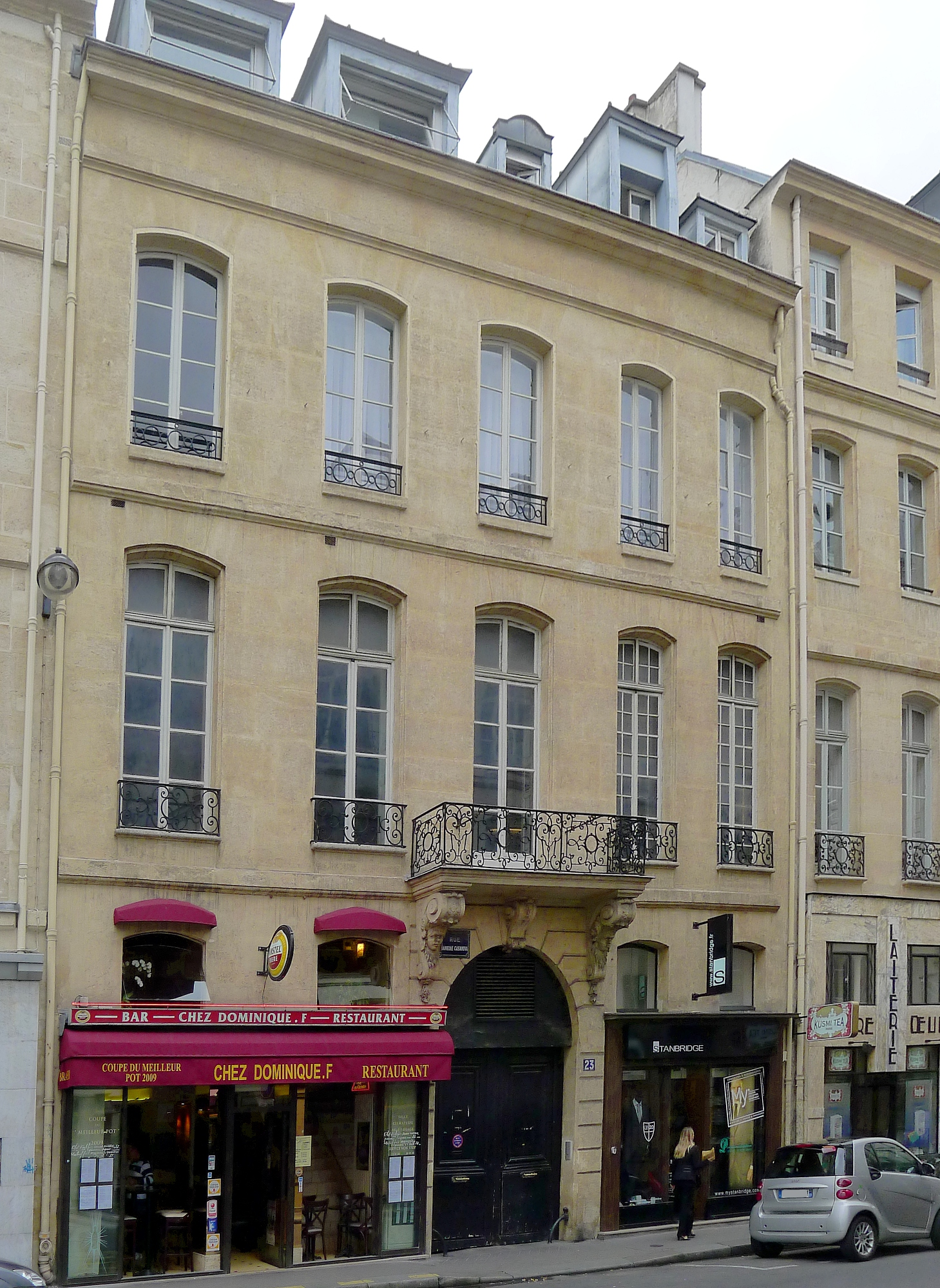
Immeuble du no 23.

- Nos 25 et 27 : immeubles partiellement inscrits aux monuments historiques en 1994[7]. Le rez-de-chaussée du no 25 hébergeait une ancienne crèmerie dont la devanture et le décor intérieur, datant des années 1930, sont inscrits en 1984[8].
- Nos 26-28 : maison natale de  Picabia. Il installe, à la même adresse, son atelier, en 1945[9].
- No 29 : immeuble construit en 1715, partiellement inscrit aux monuments historiques en 1998[10].
- No 31 : École des arts joailliers, fondée en 2012[11],[12].
- No 33 : immeuble construit par Germain Boffrand[2].
- Nos 37 et 28, à l'angle avec la place Vendôme : Hôtel Gaillard de La Bouëxière, partiellement inscrit aux monuments historiques en 1994[13].

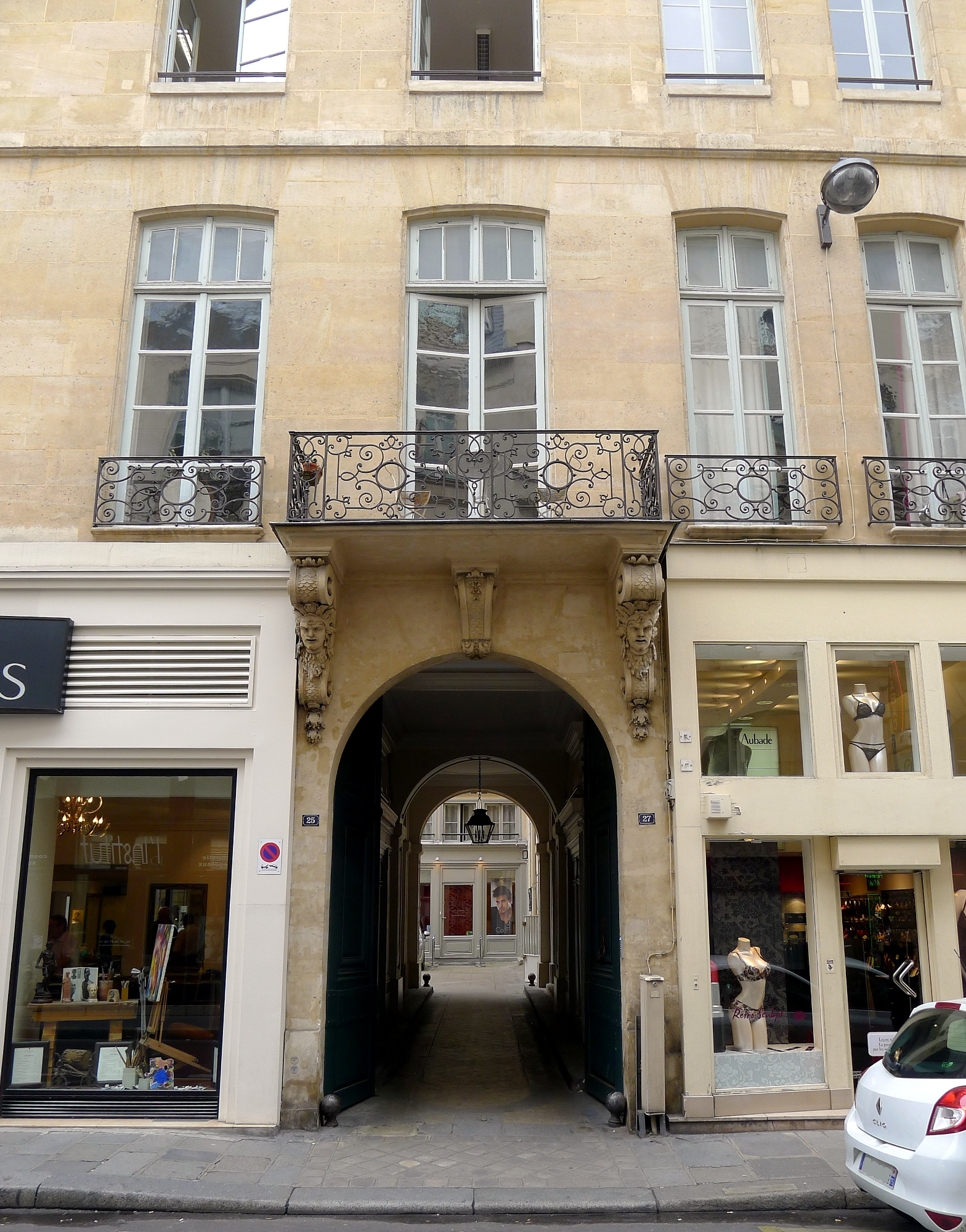
Immeuble des nos 25 et 27.
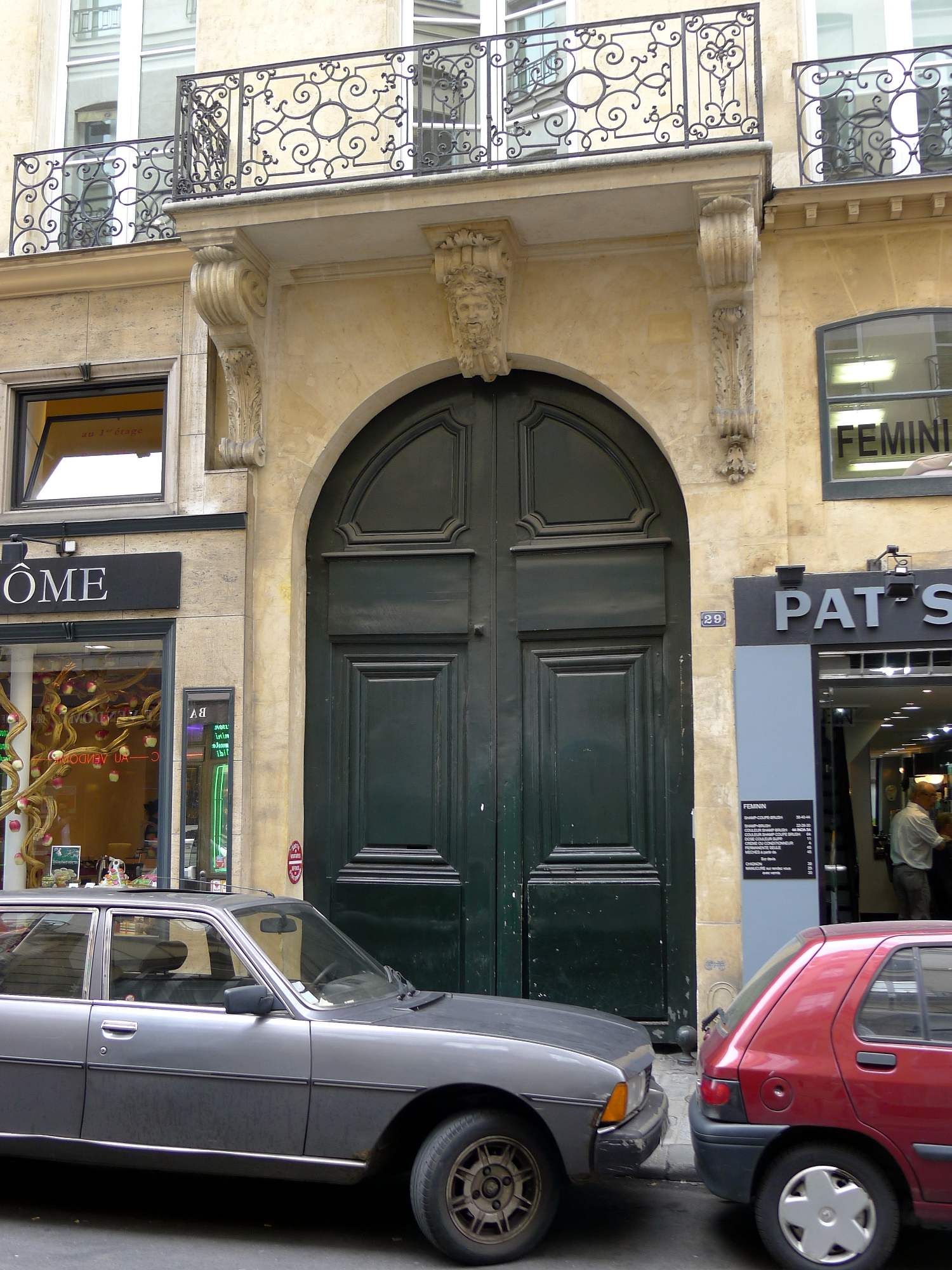
Immeuble du no 29.
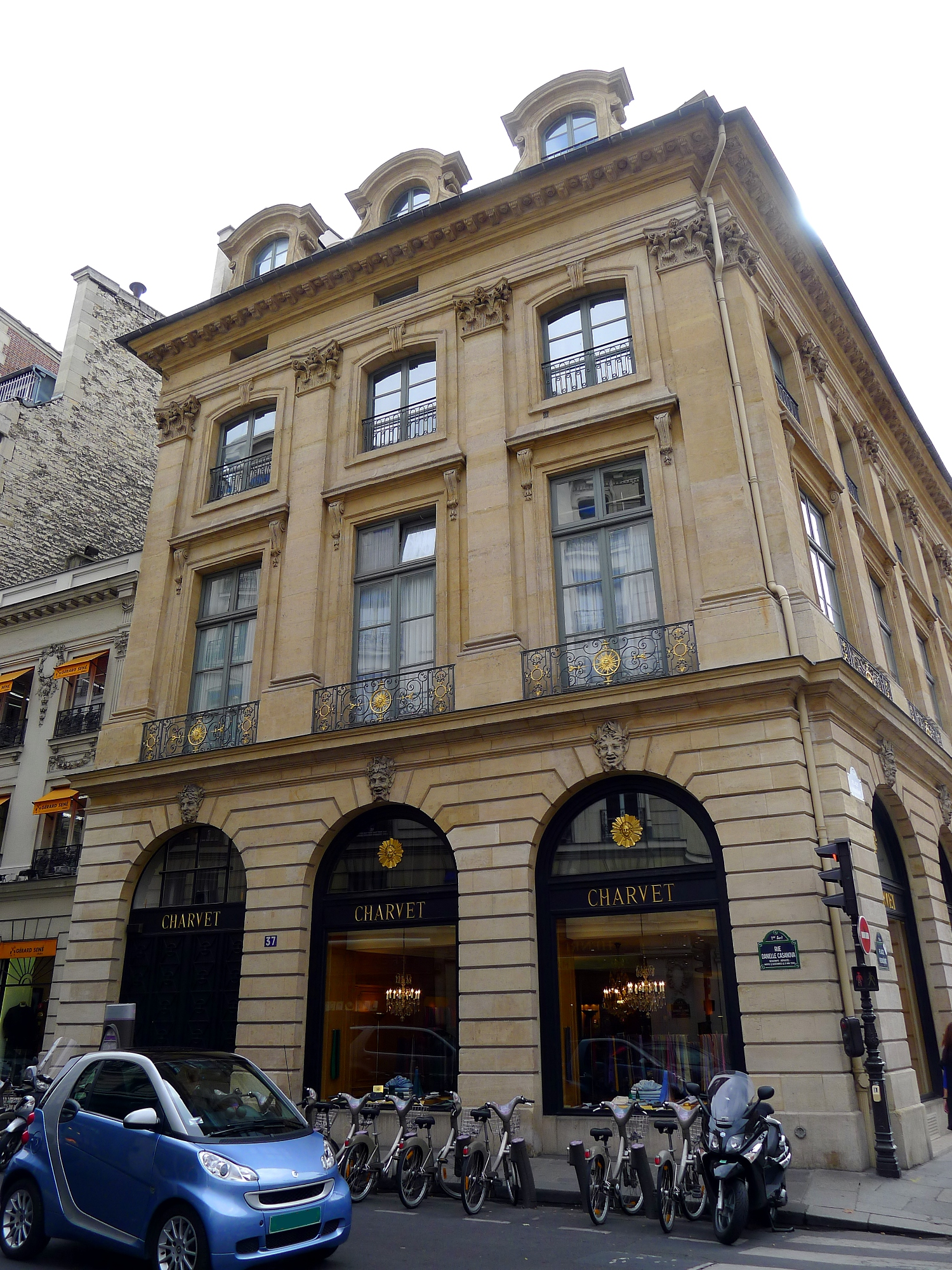
No 37, l'Hôtel Gaillard de La Bouëxière.

## Pour approfondir